# Carex mitchelliana
Carex mitchelliana là một loài thực vật có hoa trong họ Cói. Loài này được M.A.Curtis mô tả khoa học đầu tiên năm 1843.